# Ryuthela nishihirai
Ryuthela nishihirai är en spindelart som först beskrevs av Haupt 1979.  Ryuthela nishihirai ingår i släktet Ryuthela och familjen ledspindlar. Inga underarter finns listade i Catalogue of Life.